# Ashikaga Yoshihisa
Ashikaga Yoshihisa (足利 義尚?; 11 dicembre 1465 – 26 aprile 1489) è stato un militare giapponese.
Figlio di Ashikaga Yoshimasa, fu il nono shōgun dello shogunato Ashikaga.
La nascita di Yoshihisa costituì la causa ufficiale dello scoppio della guerra Ōnin nel 1467, in cui si affrontarono le fazioni che volevano come nuovo shōgun il piccolo Yoshihisa e quelle che volevano invece suo zio Yoshimi, che Yoshimasa aveva già nominato suo erede nel 1464. Yoshimasa abdicò in favore di Yoshihisa quando questi aveva circa 8 anni, nel 1473, e così il bambino divenne il nuovo Seii Taishōgun mentre la guerra era ancora in corso.
Dopo la guerra Ōnin, Rokkaku Takayori, daimyō della provincia di Omi, occupò terre e castelli appartenenti a nobili e templi; il potere dei daimyō a partire dalla guerra Ōnin e per tutto il periodo Sengoku fu infatti in continua crescita, sottraendosi spesso all'autorità dello shogunato. Nel 1487, Yoshihisa condusse una campagna militare contro Takayori (Rokkaku Tobatsu) ma morì di malattia nel 1489 senza lasciare eredi. L'anno successivo gli succedette il cugino Yoshitane.